# Awala-Yalimapo
Awala-Yalimapo és un municipi francès, situat a la Guaiana Francesa, situat a l'extrem nord-oest de la Guaiana, a més de 60 km de Saint-Laurent-du-Maroni, vora la frontera amb Surinam. L'any 2006 tenia 1.198 habitants. Limita amb Mana al sud, als marges del riu Maroni, i amb l'oceà Atlàntic al nord. Awala és el nom kali'na per a designar la palma (astrocaryum vulgare)

En roig el territori comunal d'Awala-Yalimapo.

La comuna consta de les dues viles indígenes
- Awala, prop de la desembocadura del Maroni. Hi viu una comunitat d'indis kali'na.
- Yalimapo
- i el llogarret de Possoly

## Demografia
| 1962                                       | 1968 | 1975 | 1982 | 1990 | 1999 |
| ------------------------------------------ | ---- | ---- | ---- | ---- | ---- |
| -                                          | -    | -    | -    | 630  | 887  |
| Des de 1962: població sense dobles comptes |      |      |      |      |      |

## Administració
| Període | Identitat         | Partit        |
| ------- | ----------------- | ------------- |
| 2001-   | Jean-Paul Fereira | Divers gauche |

L'actual alcalde és vicepresident del Consell Regional de la Guaiana Francesa. El cabdill Michel Therese és elegit pel poblat d'Awala. El cabdill Daniel William ha estat elegit pel poblat de Yalimapo. Els consells consuetudinaris es beneficien del suport de la Fédération des Organisations Autochtones de Guyane-FOAG. El 2005 Awala-Yalimapo acollí el 7è Congrés de la Coordinació de les Organitzacions Indígenes de la Conca Amaçònica (COICA).

## Història
La comuna va ser creada administrativament el 31 de desembre de 1988 per la seva separació de la ciutat de Mana, formada pels habitants de les poblacions kali'na d'Aouara i les Hattes i que prèviament havia estat un campament de la presó de Saint-Laurent-du-Maroni.
Deu anys més tard, el 1999, la població d'Awala-Yalimapo s'estimava en 887 habitants, però amb una taxa de creixement del 3,4% per any. La població ha augmentat de 1982 a 1990 després dels conflictes armats de Surinam, que han portat que s'hi establiren famílies senceres d'Albina i Galibi. En 2000, aproximadament el 60% de la població tenia menys de vint anys.